# Overamstel (metrostation)
Overamstel is een station van de Amsterdamse metro, gelegen in het industriegebied Overamstel in Amsterdam-Duivendrecht, gemeente Ouder-Amstel. Sinds een grenscorrectie in 2006 ligt het station op de grens met de gemeente Amsterdam.Het station bevindt zich op een brug/viaduct (brugnummer 1641; sinds 23 november 2017 Duivendrechtsevaartmetrobrug) boven de Duivendrechtsevaart en de Willem Fenengastraat.
Het station opende op 1 december 1990 als onderdeel van metro/sneltramlijn 51, de zogenaamde Amstelveenlijn. Sinds 28 mei 1997 wordt station Overamstel ook aangedaan door Ringlijn 50. De Amstelveenlijn is vanaf 3 maart 2019 vervangen door Metrolijn 51.
Het metrostation telt twee perrons en drie sporen; uitgangen leiden naar beide zijden van het kanaal. Net als op metrostation Isolatorweg zijn er op dit metrostation geen roltrappen, wel zijn er liften bij de Willem Fenengastraat, aan de oostkant van de vaart.
Oorspronkelijk stopten treinen in beide richtingen aan een eilandperron, nu het noordelijk perron, dat nu alleen nog door metro's  in westelijke richting wordt gebruikt. In verband met de komst van de Ringlijn werd aan de zuidzijde een nieuw perron met een derde spoor gebouwd. Ten oosten van station Overamstel splitsen de lijnen 50 en 51 zich. Lijn 50 buigt over twee hoge fly-overs af naar het zuiden om bij station Van der Madeweg op de sporen van lijn 53/54 aan te sluiten; lijn 51 kruist de Oostlijn via een onderdoorgang richting station Spaklerweg.
De afwerking van het station was oorspronkelijk zeer sober. Alle grote betonvlakken zoals de gehele liftkoker, werden onbehandeld in het zicht gelaten. Omdat dit vervuiling en verwaarlozing in de hand werkte werden deze vlakken in 1997, voorafgaand aan de opening van de Ringlijn, alsnog bekleed met gekleurde keramische tegels.
In de onmiddellijke omgeving van het station bevinden zich meerdere grote hotels, de basiswerkplaats rail met Garage Zuid van het busbedrijf van het GVB aan de Joan Muyskenweg en het Logistiek Centrum Metro, de centrale verkeersleiding van het metrobedrijf, aan de Van Marwijk Kooystraat.
In 2024 is de oorspronkelijke perronvloer die bestond uit betontegels vervangen door een gestorte perronvloer.

## Galerij

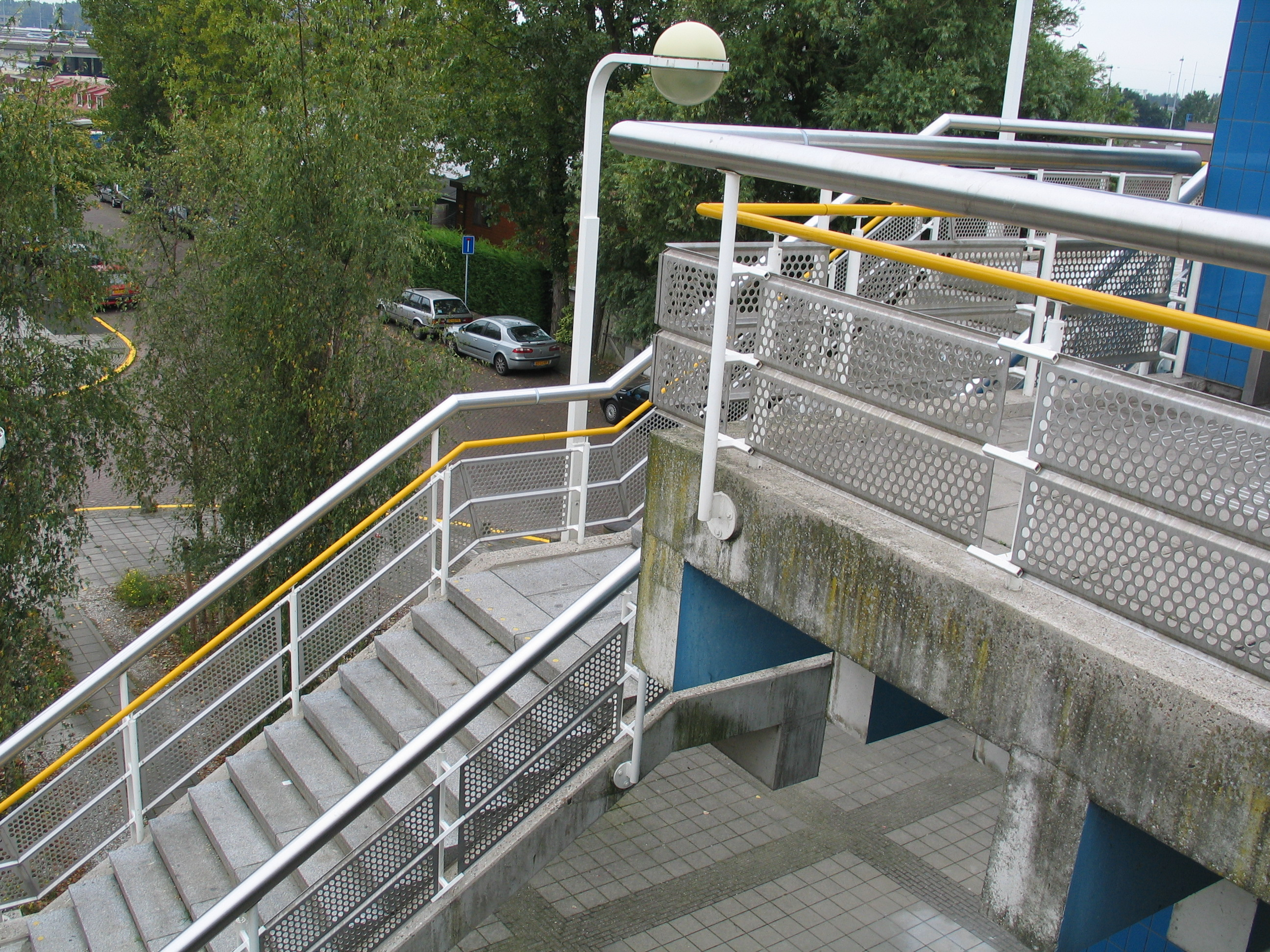
Trap aan de oostzijde
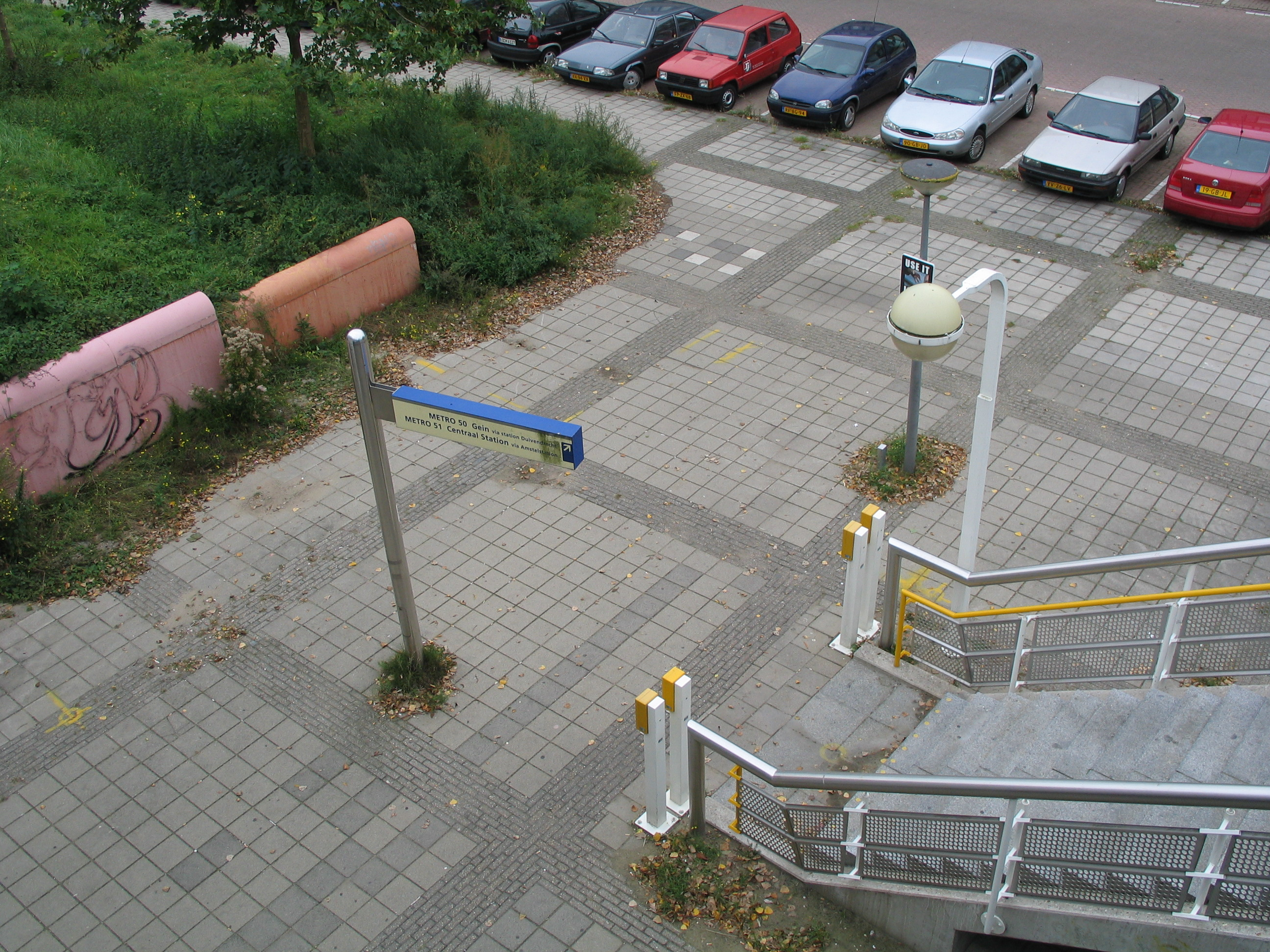
Toegang richting Duivendrecht / Amstelstation
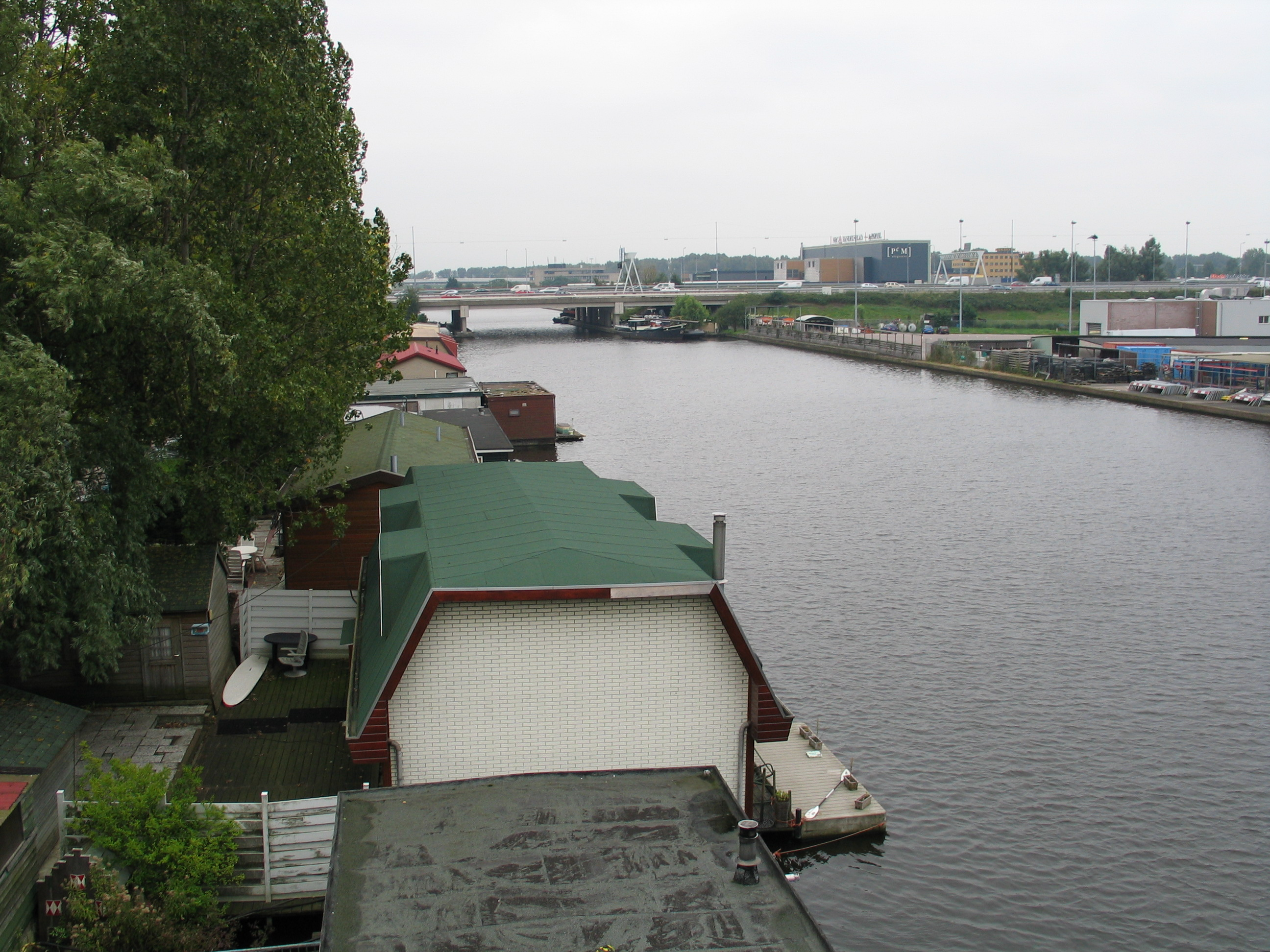
Zicht vanaf het perron op de Duivendrechtsevaart
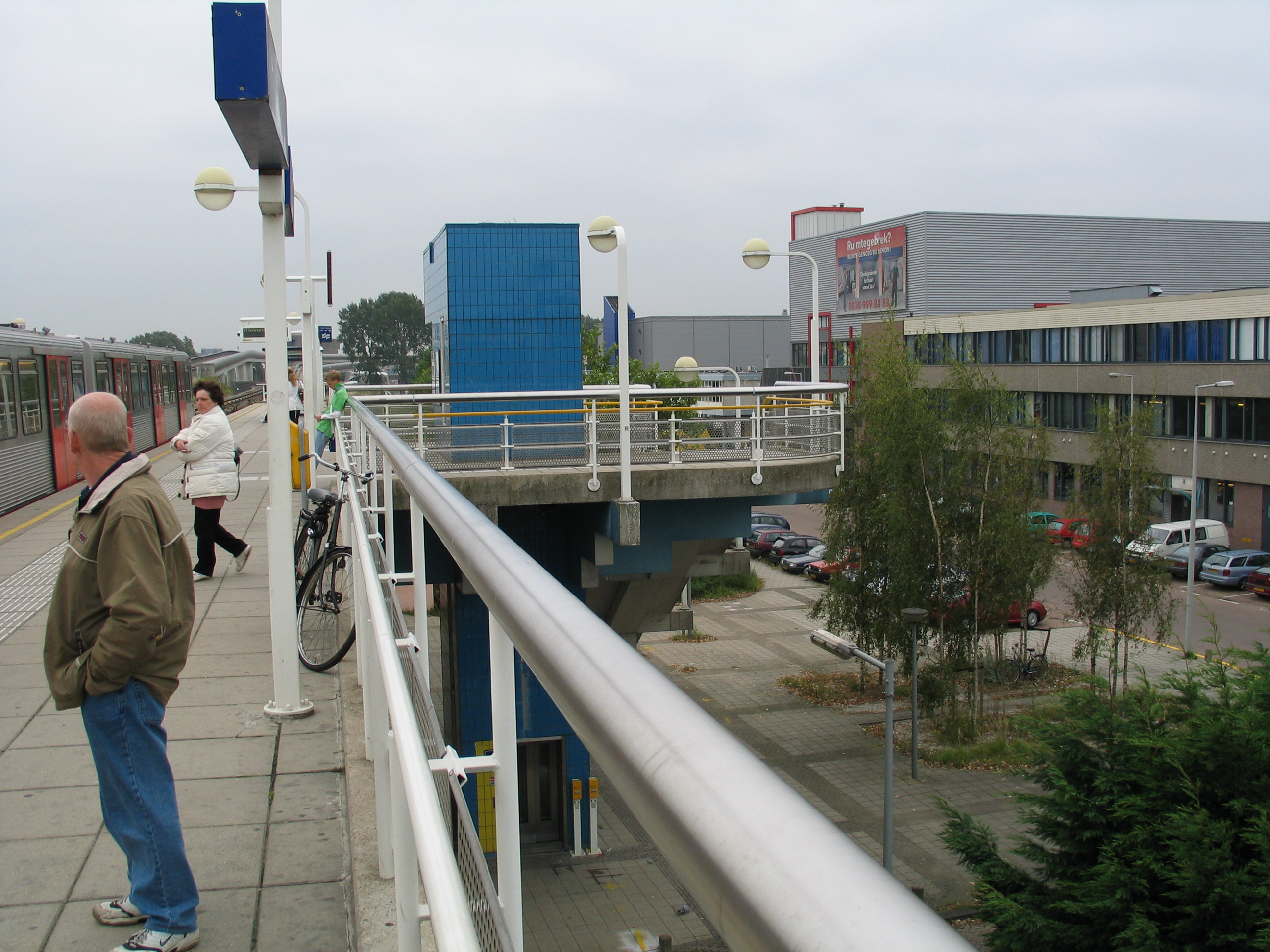
Het perron met een uitzicht op het bedrijventerrein
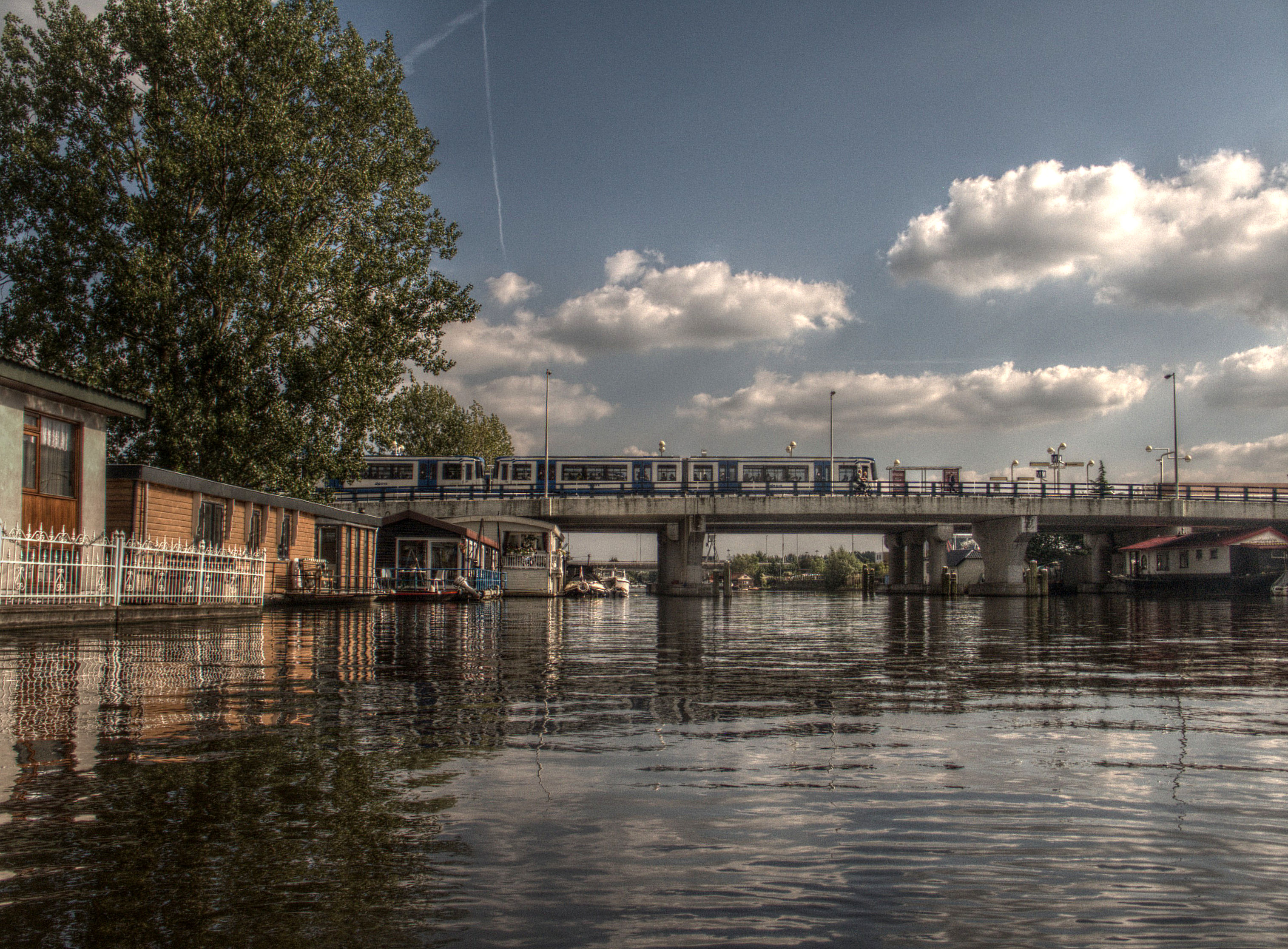
Overamstel vanaf de Duivendrechtsevaart

Isolatorweg ·
Station Sloterdijk (NS) ·
De Vlugtlaan ·
Jan van Galenstraat ·
Postjesweg ·
Station Lelylaan (NS) ·
Heemstedestraat ·
Henk Sneevlietweg ·
Amstelveenseweg ·
Station Zuid (NS) ·
Station RAI (NS) ·
Overamstel ·
Van der Madeweg ·
Station Duivendrecht (NS) ·
Strandvliet ·
Station Bijlmer ArenA (NS) ·
Bullewijk ·
Holendrecht (NS) ·
Reigersbos ·
Gein
Centraal Station (NS) ·
Nieuwmarkt ·
Waterlooplein ·
Weesperplein ·
Wibautstraat ·
Amstelstation (NS) ·
Spaklerweg ·
Overamstel ·
Station RAI (NS) ·
Station Zuid (NS) ·
Amstelveenseweg ·
Henk Sneevlietweg ·
Heemstedestraat ·
Station Lelylaan (NS) ·
Postjesweg ·
Jan van Galenstraat ·
De Vlugtlaan ·
Station Sloterdijk (NS) ·
Isolatorweg